# ハート通信
「ハート通信」（ハートつうしん）は、アグネス・チャンの歌唱で最初に発表された楽曲。1978年12月発売のアルバム『ヨーイドン』に収録された。作詞は松本隆、作曲は吉田拓郎、編曲は船山基紀による。
翌1979年に石川ひとみによってカバーされ、シングルが発売されている。
アグネス・チャン歌唱バージョンは、長らくデジタル化が行われていなかったが、2021年12月15日に『ヨーイドン (+10)』として、ボーナス・トラックに「ハート通信 (Instrumental)」を追加されてCD化された。

## 石川ひとみのシングル
石川ひとみによる「ハート通信」は、1979年8月21日に6枚目のシングルとして発売された。また、翌1980年発売のオリジナル・アルバム『ひとみ…』にも収録されている。
1982年に発売されたベスト・アルバム『プロフィール』のCD化が翌1983年に行われることでデジタル化された。以降、多数のベスト・アルバムにデジタル音源が収録されている。

### シングル収録曲
1. ハート通信（3分46秒）
作詞：松本隆／作曲：吉田拓郎／編曲：馬飼野康二
2. 人の気も知らないで…（4分12秒）
作詞：野原理香／作曲・編曲：穂口雄右